# قائمة الدول حسب نظام الحكم
هذه قائمة البلدان حسب نظام الحكم ومرتبة ترتيبا أبجديا. بالإضافة إلى وصف موجز لما ينطوي عليه كل شكل من أشكال الحكومة.

## قائمة الدول

### خريطة

#### دليل الألوان
- جمهورية رئاسية: رئيس الدولة هو أيضًا رئيس الحكومة ومستقل عن السلطة التشريعية

- جمهورية شبه رئاسية: يتمتع رئيس الدولة ببعض السلطات التنفيذية وهو مستقل عن السلطة التشريعية؛ السلطة التنفيذية المتبقية مناطة بوزارة خاضعة لثقة البرلمان

- جمهورية برلمانية: يكون فيها رئيس الدولة شرفي؛ الوزارة خاضعة لثقة البرلمان

- ملكية دستورية: يكون فيها العاهل شرفي؛ والوزارة خاضعة لثقة البرلمان

- ملكية شبه دستورية: يمارس فيها العاهل السلطة بالتنسيق مع المؤسسات الأخرى

- ملكية مطلقة: كل السلطات مخولة للعاهل

- دولة الحزب الواحد: رئيس الدولة تنفيذي أو شرفي؛ والسلطة مرتبطة دستوريا بحزب سياسي واحد

- جمهورية شبه برلمانية: الرئيس هو رئيس الدولة والحكومة؛ الوزارة، بما في ذلك الرئيس، قد تكون خاضعة أو لا تخضع لثقة البرلمان

- الديكتاتوريات العسكرية: هي التي علقت فيها الأحكام الدستورية للحكومة

- لا يوجد نظام حكم أساساً محدد دستوريًا للنظام الحالي (مثل الحكومات الانتقالية)

ملحوظة: يمثل هذا الرسم البياني أنظمة الحكم بحكم القانون، وليس الدرجة الفعلية للديمقراطية. حيث العديد من الدول التي هي بحكم القانون جمهوريات دستورية وهي بحكم الواقع استبدادية.

### الدول الأعضاء في الأمم المتحدة والمراقبون
| الاسم                       | الدستور       | رئيس الدولة | إستناد إلى الشرعية التنفيذية                            |
| --------------------------- | ------------- | ----------- | ------------------------------------------------------- |
| أفغانستان                   | جمهوري        | تنفيذي      | الرئاسة مستقلة عن السلطة التشريعية                      |
| ألبانيا                     | جمهوري        | شرفي        | الحكومة تخضع لثقة البرلمان                              |
| الجزائر                     | جمهوري        | تنفيذي      | الرئاسة هيئة تشريعية مستقلة; الحكومة تخضع لثقة البرلمان |
| أندورا                      | ملكي دستوري   | شرفي        | الحكومة تخضع لثقة البرلمان                              |
| أنغولا                      | جمهوري        | تنفيذي      | الرئاسة مستقلة عن السلطة التشريعية                      |
| أنتيغوا وباربودا            | ملكي دستوري   | شرفي        | الحكومة تخضع لثقة البرلمان                              |
| الأرجنتين                   | جمهوري        | تنفيذي      | الرئاسة مستقلة عن السلطة التشريعية                      |
| أرمينيا                     | جمهوري        | تنفيذي      | الرئاسة مستقلة عن السلطة التشريعية                      |
| أستراليا                    | ملكي دستوري   | شرفي        | الحكومة تخضع لثقة البرلمان                              |
| النمسا                      | جمهوري        | شرفي        | الحكومة تخضع لثقة البرلمان                              |
| أذربيجان                    | جمهوري        | تنفيذي      | الرئاسة مستقلة عن السلطة التشريعية                      |
| الباهاما                    | ملكي دستوري   | شرفي        | الحكومة تخضع لثقة البرلمان                              |
| البحرين                     | ملكية دستورية | تنفيذي      | الحاكم يتولى السلطة بالتنسيق مع المؤسسات الأخرى         |
| بنغلادش                     | جمهوري        | شرفي        | الحكومة تخضع لثقة البرلمان                              |
| بيلاروسيا                   | جمهوري        | تنفيذي      | الرئاسة مستقلة عن السلطة التشريعية                      |
| بلجيكا                      | ملكي دستوري   | شرفي        | الحكومة تخضع لثقة البرلمان                              |
| بليز                        | ملكي دستوري   | شرفي        | الحكومة تخضع لثقة البرلمان                              |
| بنين                        | جمهوري        | تنفيذي      | الرئاسة مستقلة عن السلطة التشريعية                      |
| بوتان                       | ملكية دستورية | تنفيذي      | الحاكم يتولى السلطة بالتنسيق مع المؤسسات الأخرى         |
| بوليفيا                     | جمهوري        | تنفيذي      | الرئاسة مستقلة عن السلطة التشريعية                      |
| البوسنة والهرسك             | جمهوري        | تنفيذي      | الرئاسة هيئة تشريعية مستقلة; الحكومة تخضع لثقة البرلمان |
| بوتسوانا                    | جمهوري        | تنفيذي      | رئاسة الحكومة تخضع لثقة البرلمان                        |
| البرازيل                    | جمهوري        | تنفيذي      | الرئاسة مستقلة عن السلطة التشريعية                      |
| بروناي                      | ملكي          | تنفيذي      | جميع السلطات تحت تصرف الملك                             |
| بلغاريا                     | جمهوري        | شرفي        | الحكومة تخضع لثقة البرلمان                              |
| بوركينا فاسو                | جمهوري        | تنفيذي      | الرئاسة مستقلة عن السلطة التشريعية                      |
| بوروندي                     | جمهوري        | تنفيذي      | الرئاسة مستقلة عن السلطة التشريعية                      |
| كمبوديا                     | ملكي دستوري   | شرفي        | الحكومة تخضع لثقة البرلمان                              |
| الكاميرون                   | جمهوري        | تنفيذي      | الرئاسة مستقلة عن السلطة التشريعية                      |
| كندا                        | ملكي دستوري   | شرفي        | الحكومة تخضع لثقة البرلمان                              |
| الرأس الأخضر                | جمهوري        | تنفيذي      | الرئاسة هيئة تشريعية مستقلة; الحكومة تخضع لثقة البرلمان |
| جمهورية أفريقيا الوسطى      | جمهوري        | تنفيذي      | الرئاسة مستقلة عن السلطة التشريعية                      |
| تشاد                        | جمهوري        | تنفيذي      | الرئاسة مستقلة عن السلطة التشريعية                      |
| تشيلي                       | جمهوري        | تنفيذي      | الرئاسة مستقلة عن السلطة التشريعية                      |
| الصين                       | جمهوري        | تنفيذي      | السلطة في الدستور ترتبط بحركة سياسية واحدة              |
| كولومبيا                    | جمهوري        | تنفيذي      | الرئاسة مستقلة عن السلطة التشريعية                      |
| جزر القمر                   | جمهوري        | تنفيذي      | الرئاسة مستقلة عن السلطة التشريعية                      |
| جمهورية الكونغو الديمقراطية | جمهوري        | تنفيذي      | الرئاسة هيئة تشريعية مستقلة; الحكومة تخضع لثقة البرلمان |
| جمهورية الكونغو             | جمهوري        | تنفيذي      | الرئاسة مستقلة عن السلطة التشريعية                      |
| كوستاريكا                   | جمهوري        | تنفيذي      | الرئاسة مستقلة عن السلطة التشريعية                      |
| ساحل العاج                  | جمهوري        | تنفيذي      | الرئاسة مستقلة عن السلطة التشريعية                      |
| كرواتيا                     | جمهوري        | شرفي        | الحكومة تخضع لثقة البرلمان                              |
| كوبا                        | جمهوري        | تنفيذي      | السلطة في الدستور ترتبط بحركة سياسية واحدة              |
| قبرص                        | جمهوري        | تنفيذي      | الرئاسة مستقلة عن السلطة التشريعية                      |
| جمهورية التشيك              | جمهوري        | شرفي        | الحكومة تخضع لثقة البرلمان                              |
| الدنمارك                    | ملكي دستوري   | شرفي        | الحكومة تخضع لثقة البرلمان                              |
| جيبوتي                      | جمهوري        | تنفيذي      | الرئاسة هيئة تشريعية مستقلة; الحكومة تخضع لثقة البرلمان |
| دومينيكا                    | جمهوري        | شرفي        | الحكومة تخضع لثقة البرلمان                              |
| جمهورية الدومينيكان         | جمهوري        | تنفيذي      | الرئاسة مستقلة عن السلطة التشريعية                      |
| تيمور الشرقية               | جمهوري        | شرفي        | الحكومة تخضع لثقة البرلمان                              |
| الإكوادور                   | جمهوري        | تنفيذي      | الرئاسة مستقلة عن السلطة التشريعية                      |
| مصر                         | جمهوري        | تنفيذي      | الرئاسة هيئة تشريعية مستقلة; الحكومة تخضع لثقة البرلمان |
| إلسالفادور                  | جمهوري        | تنفيذي      | الرئاسة مستقلة عن السلطة التشريعية                      |
| غينيا الاستوائية            | جمهوري        | تنفيذي      | الرئاسة مستقلة عن السلطة التشريعية                      |
| إريتريا                     | جمهوري        | تنفيذي      | السلطة في الدستور ترتبط بحركة سياسية واحدة              |
| إستونيا                     | جمهوري        | شرفي        | الحكومة تخضع لثقة البرلمان                              |
| إثيوبيا                     | جمهوري        | شرفي        | الحكومة تخضع لثقة البرلمان                              |
| جزر فوكلاند                 | ملكي دستوري   | شرفي        | الحكومة تخضع لثقة البرلمان                              |
| فيجي                        | غير متوفر     | غير متوفر   | غير متوفرلا أسس دستورية واضحة المعالم للنظام الحالي     |
| فنلندا                      | جمهوري        | تنفيذي      | الرئاسة هيئة تشريعية مستقلة; الحكومة تخضع لثقة البرلمان |
| فرنسا                       | جمهوري        | تنفيذي      | الرئاسة هيئة تشريعية مستقلة; الحكومة تخضع لثقة البرلمان |
| الغابون                     | جمهوري        | تنفيذي      | الرئاسة مستقلة عن السلطة التشريعية                      |
| غامبيا                      | جمهوري        | تنفيذي      | الرئاسة مستقلة عن السلطة التشريعية                      |
| جورجيا                      | جمهوري        | تنفيذي      | الرئاسة مستقلة عن السلطة التشريعية                      |
| ألمانيا                     | جمهوري        | شرفي        | الحكومة تخضع لثقة البرلمان                              |
| غانا                        | جمهوري        | تنفيذي      | الرئاسة مستقلة عن السلطة التشريعية                      |
| اليونان                     | جمهوري        | شرفي        | الحكومة تخضع لثقة البرلمان                              |
| غرينادا                     | ملكي دستوري   | شرفي        | الحكومة تخضع لثقة البرلمان                              |
| غواتيمالا                   | جمهوري        | تنفيذي      | الرئاسة مستقلة عن السلطة التشريعية                      |
| غينيا                       | جمهوري        | تنفيذي      | الرئاسة هيئة تشريعية مستقلة; الحكومة تخضع لثقة البرلمان |
| غينيا بيساو                 | جمهوري        | تنفيذي      | الرئاسة هيئة تشريعية مستقلة; الحكومة تخضع لثقة البرلمان |
| غيانا                       | جمهوري        | تنفيذي      | الرئاسة هيئة تشريعية مستقلة; الحكومة تخضع لثقة البرلمان |
| هايتي                       | جمهوري        | تنفيذي      | الرئاسة مستقلة عن السلطة التشريعية                      |
| هندوراس                     | جمهوري        | تنفيذي      | الرئاسة مستقلة عن السلطة التشريعية                      |
| المجر                       | جمهوري        | شرفي        | الحكومة تخضع لثقة البرلمان                              |
| أيسلندا                     | جمهوري        | شرفي        | الحكومة تخضع لثقة البرلمان                              |
| الهند                       | جمهوري        | شرفي        | الحكومة تخضع لثقة البرلمان                              |
| إندونيسيا                   | جمهوري        | تنفيذي      | الرئاسة مستقلة عن السلطة التشريعية                      |
| إيران                       | جمهوري        | تنفيذي      | الرئاسة مستقلة عن السلطة التشريعية                      |
| العراق                      | جمهوري        | شرفي        | الحكومة تخضع لثقة البرلمان                              |
| جمهورية أيرلندا             | جمهوري        | شرفي        | الحكومة تخضع لثقة البرلمان                              |
| إسرائيل                     | جمهوري        | شرفي        | الحكومة تخضع لثقة البرلمان                              |
| إيطاليا                     | جمهوري        | شرفي        | الحكومة تخضع لثقة البرلمان                              |
| جامايكا                     | ملكي دستوري   | شرفي        | الحكومة تخضع لثقة البرلمان                              |
| اليابان                     | ملكي دستوري   | شرفي        | الحكومة تخضع لثقة البرلمان                              |
| الأردن                      | ملكية دستورية | تنفيذي      | الحاكم يتولى السلطة بالتنسيق مع المؤسسات الأخرى         |
| كازاخستان                   | جمهوري        | تنفيذي      | الرئاسة مستقلة عن السلطة التشريعية                      |
| كينيا                       | جمهوري        | تنفيذي      | الرئاسة هيئة تشريعية مستقلة; الحكومة تخضع لثقة البرلمان |
| كيريباتي                    | جمهوري        | تنفيذي      | رئاسة الحكومة تخضع لثقة البرلمان                        |
| كوريا الجنوبية              | جمهوري        | تنفيذي      | السلطة في الدستور ترتبط بحركة سياسية واحدة              |
| كوريا الشمالية              | جمهوري        | تنفيذي      | الرئاسة هيئة تشريعية مستقلة; الحكومة تخضع لثقة البرلمان |
| الكويت                      | ملكية دستورية | تنفيذي      | الحاكم يتولى السلطة بالتنسيق مع المؤسسات الأخرى         |
| قيرغيزستان                  | جمهوري        | تنفيذي      | الرئاسة مستقلة عن السلطة التشريعية                      |
| لاوس                        | جمهوري        | تنفيذي      | السلطة في الدستور ترتبط بحركة سياسية واحدة              |
| لاتفيا                      | جمهوري        | شرفي        | الحكومة تخضع لثقة البرلمان                              |
| لبنان                       | جمهوري        | تنفيذي      | الرئاسة هيئة تشريعية مستقلة; الحكومة تخضع لثقة البرلمان |
| ليسوتو                      | ملكي دستوري   | شرفي        | الحكومة تخضع لثقة البرلمان                              |
| ليبيريا                     | جمهوري        | تنفيذي      | الرئاسة مستقلة عن السلطة التشريعية                      |
| ليبيا                       | غير متوفر     | غير متوفر   | غير متوفرلا أسس دستورية واضحة المعالم للنظام الحالي     |
| ليختنشتاين                  | ملكية دستورية | تنفيذي      | الحاكم يتولى السلطة بالتنسيق مع المؤسسات الأخرى         |
| ليتوانيا                    | جمهوري        | شرفي        | الحكومة تخضع لثقة البرلمان                              |
| لوكسمبورغ                   | ملكي دستوري   | شرفي        | الحكومة تخضع لثقة البرلمان                              |
| مقدونيا                     | جمهوري        | شرفي        | الحكومة تخضع لثقة البرلمان                              |
| مدغشقر                      | جمهوري        | تنفيذي      | الرئاسة هيئة تشريعية مستقلة; الحكومة تخضع لثقة البرلمان |
| مالاوي                      | جمهوري        | تنفيذي      | الرئاسة مستقلة عن السلطة التشريعية                      |
| ماليزيا                     | ملكي دستوري   | شرفي        | الحكومة تخضع لثقة البرلمان                              |
| المالديف                    | جمهوري        | تنفيذي      | الرئاسة مستقلة عن السلطة التشريعية                      |
| مالي                        | جمهوري        | تنفيذي      | الرئاسة مستقلة عن السلطة التشريعية                      |
| مالطا                       | جمهوري        | شرفي        | الحكومة تخضع لثقة البرلمان                              |
| جزر مارشال                  | جمهوري        | تنفيذي      | رئاسة الحكومة تخضع لثقة البرلمان                        |
| موريتانيا                   | جمهوري        | تنفيذي      | الرئاسة هيئة تشريعية مستقلة; الحكومة تخضع لثقة البرلمان |
| موريشيوس                    | جمهوري        | شرفي        | الحكومة تخضع لثقة البرلمان                              |
| المكسيك                     | جمهوري        | تنفيذي      | الرئاسة مستقلة عن السلطة التشريعية                      |
| ميكرونيزيا                  | جمهوري        | تنفيذي      | رئاسة الحكومة تخضع لثقة البرلمان                        |
| مولدوفا                     | جمهوري        | تنفيذي      | الرئاسة هيئة تشريعية مستقلة; الحكومة تخضع لثقة البرلمان |
| موناكو                      | ملكية دستورية | تنفيذي      | الحاكم يتولى السلطة بالتنسيق مع المؤسسات الأخرى         |
| منغوليا                     | جمهوري        | تنفيذي      | الرئاسة هيئة تشريعية مستقلة; الحكومة تخضع لثقة البرلمان |
| الجبل الأسود                | جمهوري        | شرفي        | الحكومة تخضع لثقة البرلمان                              |
| المغرب                      | ملكية دستورية | تنفيذي      | الحاكم يتولى السلطة بالتنسيق مع المؤسسات الأخرى         |
| موزمبيق                     | جمهوري        | تنفيذي      | الرئاسة مستقلة عن السلطة التشريعية                      |
| ميانمار                     | غير متوفر     | غير متوفر   | غير متوفرلا أسس دستورية واضحة المعالم للنظام الحالي     |
| ناميبيا                     | جمهوري        | تنفيذي      | الرئاسة مستقلة عن السلطة التشريعية                      |
| ناورو                       | جمهوري        | تنفيذي      | رئاسة الحكومة تخضع لثقة البرلمان                        |
| نيبال                       | جمهوري        | تنفيذي      | رئاسة الحكومة تخضع لثقة البرلمان                        |
| هولندا                      | ملكي دستوري   | شرفي        | الحكومة تخضع لثقة البرلمان                              |
| نيوزيلندا                   | ملكي دستوري   | شرفي        | الحكومة تخضع لثقة البرلمان                              |
| نيكاراغوا                   | جمهوري        | تنفيذي      | الرئاسة مستقلة عن السلطة التشريعية                      |
| النيجر                      | جمهوري        | تنفيذي      | الرئاسة هيئة تشريعية مستقلة; الحكومة تخضع لثقة البرلمان |
| نيجيريا                     | جمهوري        | تنفيذي      | الرئاسة مستقلة عن السلطة التشريعية                      |
| النرويج                     | ملكي دستوري   | شرفي        | الحكومة تخضع لثقة البرلمان                              |
| عمان                        | ملكي          | تنفيذي      | جميع السلطات تحت تصرف الملك                             |
| باكستان                     | جمهوري        | تنفيذي      | الرئاسة هيئة تشريعية مستقلة; الحكومة تخضع لثقة البرلمان |
| بالاو                       | جمهوري        | تنفيذي      | الرئاسة مستقلة عن السلطة التشريعية                      |
| فلسطين                      | جمهوري        | تنفيذي      | الرئاسة هيئة تشريعية مستقلة; الحكومة تخضع لثقة البرلمان |
| بنما                        | جمهوري        | تنفيذي      | الرئاسة مستقلة عن السلطة التشريعية                      |
| بابوا غينيا الجديدة         | ملكي دستوري   | شرفي        | الحكومة تخضع لثقة البرلمان                              |
| باراغواي                    | جمهوري        | تنفيذي      | الرئاسة مستقلة عن السلطة التشريعية                      |
| بيرو                        | جمهوري        | تنفيذي      | الرئاسة مستقلة عن السلطة التشريعية                      |
| الفلبين                     | جمهوري        | تنفيذي      | الرئاسة مستقلة عن السلطة التشريعية                      |
| بولندا                      | جمهوري        | شرفي        | الحكومة تخضع لثقة البرلمان                              |
| البرتغال                    | جمهوري        | شرفي        | الحكومة تخضع لثقة البرلمان                              |
| قطر                         | ملكي          | تنفيذي      | جميع السلطات تحت تصرف الملك                             |
| رومانيا                     | جمهوري        | تنفيذي      | الرئاسة هيئة تشريعية مستقلة; الحكومة تخضع لثقة البرلمان |
| روسيا                       | جمهوري        | تنفيذي      | الرئاسة هيئة تشريعية مستقلة; الحكومة تخضع لثقة البرلمان |
| رواندا                      | جمهوري        | تنفيذي      | الرئاسة مستقلة عن السلطة التشريعية                      |
| سانت كيتس ونيفيس            | ملكي دستوري   | شرفي        | الحكومة تخضع لثقة البرلمان                              |
| سانت لوسيا                  | ملكي دستوري   | شرفي        | الحكومة تخضع لثقة البرلمان                              |
| سانت فينسنت والغرينادين     | ملكي دستوري   | شرفي        | الحكومة تخضع لثقة البرلمان                              |
| ساموا                       | جمهوري        | شرفي        | الحكومة تخضع لثقة البرلمان                              |
| سان مارينو                  | جمهوري        | تنفيذي      | رئاسة الحكومة تخضع لثقة البرلمان                        |
| ساو توميه وبرينسيب          | جمهوري        | تنفيذي      | الرئاسة هيئة تشريعية مستقلة; الحكومة تخضع لثقة البرلمان |
| السعودية                    | ملكي          | تنفيذي      | جميع السلطات تحت تصرف الملك                             |
| السنغال                     | جمهوري        | تنفيذي      | الرئاسة هيئة تشريعية مستقلة; الحكومة تخضع لثقة البرلمان |
| صربيا                       | جمهوري        | شرفي        | الحكومة تخضع لثقة البرلمان                              |
| سيشل                        | جمهوري        | تنفيذي      | الرئاسة مستقلة عن السلطة التشريعية                      |
| سيراليون                    | جمهوري        | تنفيذي      | الرئاسة مستقلة عن السلطة التشريعية                      |
| سنغافورة                    | جمهوري        | شرفي        | الحكومة تخضع لثقة البرلمان                              |
| سلوفاكيا                    | جمهوري        | شرفي        | الحكومة تخضع لثقة البرلمان                              |
| سلوفينيا                    | جمهوري        | شرفي        | الحكومة تخضع لثقة البرلمان                              |
| جزر سليمان                  | ملكي دستوري   | شرفي        | الحكومة تخضع لثقة البرلمان                              |
| الصومال                     | جمهوري        | تنفيذي      | الرئاسة هيئة تشريعية مستقلة; الحكومة تخضع لثقة البرلمان |
| أرض الصومال                 | جمهوري        | تنفيذي      | الرئاسة مستقلة عن السلطة التشريعية                      |
| جنوب أفريقيا                | جمهوري        | تنفيذي      | رئاسة الحكومة تخضع لثقة البرلمان                        |
| إسبانيا                     | ملكي دستوري   | شرفي        | الحكومة تخضع لثقة البرلمان                              |
| سريلانكا                    | جمهوري        | تنفيذي      | الرئاسة هيئة تشريعية مستقلة; الحكومة تخضع لثقة البرلمان |
| السودان                     | جمهوري        | تنفيذي      | السلطة في الدستور ترتبط بحركة سياسية واحدة              |
| سورينام                     | جمهوري        | تنفيذي      | رئاسة الحكومة تخضع لثقة البرلمان                        |
| سوازيلاند                   | ملكي          | تنفيذي      | جميع السلطات تحت تصرف الملك                             |
| السويد                      | ملكي دستوري   | شرفي        | الحكومة تخضع لثقة البرلمان                              |
| سويسرا                      | جمهوري        | تنفيذي      | رئاسة الحكومة تخضع لثقة البرلمان                        |
| سوريا                       | جمهوري        | تنفيذي      | السلطة في الدستور ترتبط بحركة سياسية واحدة              |
| تايوان                      | جمهوري        | تنفيذي      | الرئاسة هيئة تشريعية مستقلة; الحكومة تخضع لثقة البرلمان |
| طاجيكستان                   | جمهوري        | تنفيذي      | الرئاسة مستقلة عن السلطة التشريعية                      |
| تنزانيا                     | جمهوري        | تنفيذي      | الرئاسة مستقلة عن السلطة التشريعية                      |
| تايلاند                     | ملكي دستوري   | شرفي        | الحكومة تخضع لثقة البرلمان                              |
| توغو                        | جمهوري        | تنفيذي      | الرئاسة مستقلة عن السلطة التشريعية                      |
| تونغا                       | ملكية دستورية | تنفيذي      | الحاكم يتولى السلطة بالتنسيق مع المؤسسات الأخرى         |
| ترينيداد وتوباغو            | جمهوري        | شرفي        | الحكومة تخضع لثقة البرلمان                              |
| تونس                        | جمهوري        | تنفيذي      | الرئاسة مستقلة عن السلطة التشريعية                      |
| تركيا                       | جمهوري        | شرفي        | الحكومة تخضع لثقة البرلمان                              |
| تركمانستان                  | جمهوري        | تنفيذي      | السلطة في الدستور ترتبط بحركة سياسية واحدة              |
| توفالو                      | ملكي دستوري   | شرفي        | الحكومة تخضع لثقة البرلمان                              |
| أوغندا                      | جمهوري        | تنفيذي      | الرئاسة مستقلة عن السلطة التشريعية                      |
| أوكرانيا                    | جمهوري        | تنفيذي      | الرئاسة هيئة تشريعية مستقلة; الحكومة تخضع لثقة البرلمان |
| الإمارات العربية المتحدة    | ملكية دستورية | تنفيذي      | الحاكم يتولى السلطة بالتنسيق مع المؤسسات الأخرى         |
| المملكة المتحدة             | ملكي دستوري   | شرفي        | الحكومة تخضع لثقة البرلمان                              |
| الولايات المتحدة            | جمهوري        | تنفيذي      | الرئاسة مستقلة عن السلطة التشريعية                      |
| أوروغواي                    | جمهوري        | تنفيذي      | الرئاسة مستقلة عن السلطة التشريعية                      |
| أوزبكستان                   | جمهوري        | تنفيذي      | الرئاسة مستقلة عن السلطة التشريعية                      |
| فانواتو                     | جمهوري        | شرفي        | الحكومة تخضع لثقة البرلمان                              |
| الفاتيكان                   | ملكية دستورية | تنفيذي      | الحاكم يتولى السلطة بالتنسيق مع المؤسسات الأخرى         |
| فنزويلا                     | جمهوري        | تنفيذي      | الرئاسة مستقلة عن السلطة التشريعية                      |
| فيتنام                      | جمهوري        | تنفيذي      | السلطة في الدستور ترتبط بحركة سياسية واحدة              |
| اليمن                       | جمهوري        | تنفيذي      | الرئاسة مستقلة عن السلطة التشريعية                      |
| زامبيا                      | جمهوري        | تنفيذي      | الرئاسة مستقلة عن السلطة التشريعية                      |
| زيمبابوي                    | جمهوري        | تنفيذي      | الرئاسة هيئة تشريعية مستقلة; الحكومة تخضع لثقة البرلمان |

### الدول المعترف بها جزئيًا
تسيطر الدول التالية على أراضيها ويعترف بها من قبل دولة عضو واحدة على الأقل في الأمم المتحدة.
| الاسم                                   | الدستور     | رئيس الدولة | إسناد إلى الشرعية الدستورية                             |
| --------------------------------------- | ----------- | ----------- | ------------------------------------------------------- |
| أبخازيا                                 | جمهوري      | تنفيذي      | الرئاسة مستقلة عن السلطة التشريعية                      |
| جزر كوك                                 | ملكي دستوري | شرفي        | الحكومة تخضع لثقة البرلمان                              |
| كوسوفو                                  | جمهوري      | شرفي        | الحكومة تخضع لثقة البرلمان                              |
| نييوي                                   | ملكي دستوري | شرفي        | الحكومة تخضع لثقة البرلمان                              |
| قبرص الشمالية                           | جمهوري      | تنفيذي      | الرئاسة هيئة تشريعية مستقلة; الحكومة تخضع لثقة البرلمان |
| تايوان                                  | جمهوري      | تنفيذي      | الرئاسة هيئة تشريعية مستقلة; الحكومة تخضع لثقة البرلمان |
| الجمهورية العربية الصحراوية الديمقراطية | جمهوري      | تنفيذي      | السلطة في الدستور ترتبط بحركة سياسية واحدة              |
| أوسيتيا الجنوبية                        | جمهوري      | تنفيذي      | الرئاسة هيئة تشريعية مستقلة; الحكومة تخضع لثقة البرلمان |

### الدول غير المعترف بها
تسيطر الدول/الحكومات التالية على أراضيها، ولكنها غير معترف بها من قبل أي دولة عضو في الأمم المتحدة.
| الاسم                          | الدستور | رئيس الدولة | إسناد إلى الشرعية الدستورية                             |
| ------------------------------ | ------- | ----------- | ------------------------------------------------------- |
| قالب:بيانات بلد جمهورية أرتساخ | جمهوري  | تنفيذي      | الرئاسة مستقلة عن السلطة التشريعية                      |
| أرض الصومال                    | جمهوري  | تنفيذي      | الرئاسة مستقلة عن السلطة التشريعية                      |
| ترانسنيستريا                   | جمهوري  | تنفيذي      | الرئاسة هيئة تشريعية مستقلة; الحكومة تخضع لثقة البرلمان |

## أنظمة الحكم

### الأنظمة الرئاسية
في النظام الرئاسي يكون فيها الرئيس هو رئيس السلطة التنفيذية للحكومة، وينتخب ويظل في منصبه بشكل مستقل عن الهيئة التشريعية. وفي الأنظمة الرئاسية الكاملة، يكون الرئيس هو رأس الدولة ورئيس الحكومة. ولا يوجد رئيس وزراء بشكل عام، وعلى الرغم من أنه في حالة وجوده، فإنه في معظم الحالات يخدم فقط وفقًا لتقدير الرئيس (باستثناء بيلاروس وكازاخستان، حيث يكون رئيس الوزراء هو رئيس الحكومة فعليًا).

#### أنظمة رئاسية بدون رئيس وزراء
- أفغانستان
- أنغولا
- الأرجنتين
- بنين
- بوليفيا
- البرازيل
- بوروندي
- تشاد
- تشيلي
- كولومبيا
- جزر القمر
- كوستاريكا
- قبرص
- جمهورية الدومينيكان
- الإكوادور
- السلفادور
- غامبيا
- غانا
- غواتيمالا
- هندوراس
- إندونيسيا
- إيران
- كينيا
- ليبيريا
- مالاوي
- جزر المالديف
- المكسيك
- نيكاراغوا
- نيجيريا
- بالاو
- بنما
- باراغواي
- الفلبين
- السنغال
- سيشل
- سيراليون
- جنوب السودان
- تركيا
- تركمانستان
- الولايات المتحدة
- الأوروغواي
- فنزويلا
- زامبيا
- زيمبابوي

#### أنظمة رئاسية برئيس وزراء
- بيلاروس
- الكاميرون
- جمهورية إفريقيا الوسطى
- جيبوتي
- الغابون
- غينيا
- غينيا الاستوائية
- غيانا
- ساحل العاج
- كازاخستان[3]
- بيرو
- كوريا الجنوبية
- رواندا
- طاجيكستان
- تنزانيا
- تونس
- توغو
- أوغندا
- الإمارات العربية المتحدة
- أوزبكستان
- اليمن

### أنظمة شبه رئاسية
في الأنظمة شبه الرئاسية، يوجد دائمًا رئيس ورئيس حكومة، على غرار رئيس الوزراء بشكل عام ولكن ليس حصريًا. في مثل هذه الأنظمة، يتمتع الرئيس بسلطة تنفيذية حقيقية، على عكس الجمهورية البرلمانية، ولكن دور رئيس الحكومة يمكن أن يمارسه رئيس الوزراء.

#### أنظمة رئيس الوزراء - الرئيس
يختار الرئيس رئيس الوزراء، لكن البرلمان وحده هو الذي يحق له إزالتهم من مناصبهم بالتصويت بحجب الثقة. والرئيس ليس لديه الحق في إقالة رئيس الوزراء أو مجلس الوزراء.
- الجزائر
- بوركينا فاسو
- الرأس الأخضر
- جمهورية الكونغو الديمقراطية
- تيمور الشرقية
- مصر
- فرنسا
- هايتي
- ليتوانيا
- مدغشقر
- منغوليا
- النيجر
- قبرص الشمالية
- بولندا
- البرتغال
- رومانيا
- ساو تومي وبرينسيب
- أوكرانيا[4]

#### الأنظمة الرئاسية البرلمانية
يختار الرئيس رئيس الوزراء والحكومة دون تصويت الثقة من مجلس النواب، ولكن يجب أن يحظى بدعم الأغلبية البرلمانية لاختيارهم. من أجل عزل رئيس الوزراء أو مجلس الوزراء بأكمله من السلطة، يمكن للرئيس إقالتهم أو يمكن للمجلس عزلهم عن طريق التصويت بحجب الثقة.
- أذربيجان
- تايوان
- جمهورية الكونغو
- غينيا بيساو
- موريتانيا
- موزمبيق
- ناميبيا
- فلسطين
- روسيا
- أوسيتيا الجنوبية
- سريلانكا
- سوريا
- ترانسنيستريا

### الأنظمة البرلمانية والأنظمة ذات الصلة
في الجمهورية البرلمانية، يُنتخب أو يرشح رئيس الحكومة من قبل الهيئة التشريعية. عادةً ما يُطلق على رأس الدولة الرئيس، وفي معظم الجمهوريات البرلمانية يكون منفصلاً عن رئيس الحكومة ويعمل كشخصية غير سياسية إلى حد كبير. في هذه الأنظمة، يُطلق على رئيس الحكومة عادةً رئيس الوزراء أو المستشار. وفي الأنظمة الجمهورية المختلطة والأنظمة الجمهورية الإدارية، يعمل رئيس الحكومة أيضًا كرئيس للدولة وعادة ما يُلقب بالرئيس.

#### أنظمة جمهورية برلمانية كاملة
في بعض الأنظمة البرلمانية الكاملة، يُنتخب رئيس الدولة مباشرة من قبل الناخبين. ويمكن تصنيف هذه الأنظمة على أنها شبه رئاسية، على الرغم من ضعف رئاستها. عادة ما تستخدم الأنظمة البرلمانية الكاملة التي لا يتنخب فيها رئيس دولة منتخب بشكل مباشر إما مجمعًا انتخابيًا أو تصويتًا في الهيئة التشريعية لتعيين رئيس الدولة.
رئيس ينتخب بشكل مباشر
- النمسا[6]
- البوسنة والهرسك
- بلغاريا[7]
- كرواتيا[8]
- جمهورية التشيك[9]
- فنلندا[ا]
- آيسلندا[12]
- أيرلندا[13]
- قرغيزستان[14]
- مولدوفا[15]
- الجبل الأسود[16]
- مقدونيا
- صربيا[17]
- سنغافورة[18]
- سلوفاكيا[19]
- سلوفينيا[20]

رئيس ينتخب بشكل غير مباشر
- ألبانيا
- أرمينيا
- بنغلاديش
- دومينيكا
- إستونيا
- إثيوبيا
- فيجي
- جورجيا
- ألمانيا
- اليونان
- المجر
- الهند
- العراق
- إيطاليا
- كوسوفو
- لاتفيا
- لبنان
- مالطا
- موريشيوس
- نيبال
- باكستان
- ساموا
- الصومال
- ترينيداد وتوباغو
- فانواتو

### جمهوريات برلمانية ذات رئاسة تنفيذية
ينتخب رئيس الدولة والحكومة في شكل رئيس تنفيذي إما من قبل الهيئة التشريعية أو من قبل الناخبين بعد ترشيح عدد من المرشحين للمنصب من قبل الهيئة التشريعية (في حالة كيريباتي)، ويجب عليهم الحفاظ على الثقة من الهيئة التشريعية للبقاء في منصبه.
- بوتسوانا
- كيريباتي[21]
- جزر مارشال[22]
- ناورو[23]
- جنوب إفريقيا[24]

### الأنظمة الجمهورية المستقلة
ينتخب المجلس التشريعي رئيسًا مشتركًا للدولة ورئيسًا للحكومة (يُطلق عليه عادةً اسم "رئيس")، لكنه يتمتع بالحصانة من التصويت بحجب الثقة (مثل مجلس الوزراء)، على عكس رئيس الوزراء.
- ولايات ميكرونيسيا المتحدة[26]
- سان مارينو[27]
- سورينام

### الأنظمة الجمهورية الإدارية
في نظام المديرية، يتشارك المجلس سلطات كل من رئيس الدولة ورئيس الحكومة بشكل مشترك. وينتخب المجلس من قبل مجلس النواب ولكنه لا يخضع للثقة النيابية خلال فترته محددة المدة.
- سويسرا

### الملكيات الدستورية
هذه هي النظم يكون فيها رئيس الدولة هو ملك دستوري. ويحدد أو يقيد وجود الملك في منصبه وقدرته على ممارسة سلطته بموجب القانون الدستوري.

#### الملكيات الدستورية ذات الملوك الشرفيين
هذه الأنظمة يكون فيها رئيس الوزراء هو رئيس السلطة التنفيذية للحكومة. وفي بعض الحالات، يكون رئيس الوزراء أيضًا رئيسًا للهيئة التشريعية، وفي حالات أخرى تفصل السلطة التنفيذية عن الهيئة التشريعية. والملك الدستوري يمارس سلطاته عادة بموافقة الحكومة أو الشعب أو ممثليهم.
- أندورا[ب]
- أنتيغوا وباربودا[ج]
- أستراليا[ج]
- جزر البهاما[ج]
- باربادوس[ج]
- بلجيكا
- بليز[ج]
- كمبوديا
- كندا[ج]
- جزر كوك[ج][د]
- الدنمارك
- غرينادا[ج]
- جامايكا[ج]
- اليابان
- ليسوتو
- لوكسمبورغ
- ماليزيا
- هولندا
- نيوزيلندا[ج]
- نييوي[ج][د]
- النرويج
- بابوا غينيا الجديدة[ج]
- سانت كيتس ونيفيس[ج]
- سانت لوسيا[ج]
- سانت فينسنت والغرينادين[ج]
- جزر سليمان[ج]
- إسبانيا
- السويد
- تايلاند
- توفالو[ج]
- المملكة المتحدة[ج]

#### الملكيات الدستورية ذات الملوك التنفذيين
رئيس الوزراء هو المسؤول التنفيذي النشط في البلاد، لكن الملك لا يزال يتمتع بسلطات سياسية كبيرة يمكنه استخدامها وفقًا لتقديره الخاص.
- البحرين
- بوتان
- الأردن
- الكويت
- ليختنشتاين
- موناكو
- المغرب
- قطر
- تونغا
- الإمارات العربية المتحدة[28][29]

### الملكيات المطلقة

#### الملكيات المطلقة العادية
- السعودية
- الفاتيكان[ه]

#### الملكيات المطلقة ذات الهيئة التشريعية المنتخبة ديمقراطياً
- إسواتيني[31][32]
- عُمان[33]

### دول الحزب الواحد
الدول التي تتركز فيها السلطة السياسية بموجب القانون داخل حزب سياسي واحد. ومع ذلك، فإن البعض يجرون الانتخابات ظاهريًا.
- الصين (الحزب الشيوعي الصيني
- كوبا (الحزب الشيوعي الكوبي)
- إرتريا (الجبهة الشعبية للديمقراطية والعدالة)
- كوريا الشمالية (حزب العمال الكوري)
- لاوس (حزب الشعب الثوري اللاوسي)
- الجمهورية العربية الصحراوية الديمقراطية (جبهة البوليساريو)
- فيتنام (الحزب الشيوعي الفيتنامي)

### الديكتاتوريات العسكرية
يسيطر الجيش الوطني على أجهزة الحكومة وجميع المسؤولين التنفيذيين السياسيين رفيعي المستوى هم أيضًا أعضاء في التسلسل الهرمي العسكري.
- مالي (جمهورية شبه رئاسية)
- ميانمار (جمهورية شبه رئاسية)

### الحكومات الانتقالية
الدول التي لديها نظام حكم يمر بمرحلة انتقالية أو مضطرب. 

## المصدر